# Podwilczyn (gromada)
Podwilczyn – dawna gromada, czyli najmniejsza jednostka podziału terytorialnego Polskiej Rzeczypospolitej Ludowej w latach 1954–1972.
Gromady, z gromadzkimi radami narodowymi (GRN) jako organami władzy najniższego stopnia na wsi, funkcjonowały od reformy reorganizującej administrację wiejską przeprowadzonej jesienią 1954 do momentu ich zniesienia z dniem 1 stycznia 1973, tym samym wypierając organizację gminną w latach 1954–1972.
Gromadę Podwilczyn z siedzibą GRN w Podwilczynie utworzono – jako jedną z 8759 gromad na obszarze Polski – w powiecie słupskim w woj. koszalińskim na mocy uchwały nr 43/54 WRN w Koszalinie z dnia 5 października 1954. W skład jednostki weszły obszary dotychczasowych gromad Podwilczyn i Mielno ze zniesionej gminy Żelki oraz obszar dotychczasowej gromady Łysomice ze zniesionej gminy Dębnica Kaszubska w powiecie słupskim, a także obszar dotychczasowej gromady Darskowo ze zniesionej gminy Kołczygłowy w powiecie miasteckim – w tymże województwie. Dla gromady ustalono ? członków gromadzkiej rady narodowej.
31 grudnia 1959 z gromady Podwilczyn wyłączono wieś Darskowo, włączając ją do gromady Kołczygłowy w powiecie bytowskim w tymże województwie, po czym gromadę Podwilczyn zniesiono, a jej (pozostały) obszar włączono do gromady Dębnica Kaszubska w powiecie słupskim.